# Robert R. Thomas
Pour les articles homonymes, voir Thomas.
(en) Statistiques sur pro-football-reference
Robert Randall Thomas, né le 7 août 1952 à Rochester (New York), est un joueur américain de football américain et un juge. Il est juge du deuxième district de la Cour suprême de l'Illinois entre 2000 et 2020. Il est juge en chef de cette institution du 6 septembre 2005 au 5 septembre 2008. Il est affilié au Parti républicain.
Il est joueur professionnel de football américain dans la National Football League (NFL). Auparavant, il joue au niveau universitaire pour les Fighting Irish de l'université Notre-Dame-du-Lac.

## Sa jeunesse
Né à Rochester dans l'État de New York, Thomas est diplômé de la McQuaid Jesuit High School (en) de Rochester, où il s'illustre tant au niveau académique que sportif (en football et en football américain).
Il intègre ensuite l'université Notre-Dame-du-Lac où l joue au poste de kicker. Il transforme le field goal victorieux lors du Sugar Bowl de 1973 joué contre le Crimson Tide de l'Alabama. Il remporte d'ailleurs en 1973 le titre de champion de la NCAA Division I FBSC avec Notre Dame. Il y décroche aussi son baccalauréat ès arts en 1974.
Il obtient ensuite à l'université Loyola de Chicago son Juris Doctor en 1981

## Carrière sportive
Thomas joue en National Football League pendant douze années au poste de kicker. Il joue pour les franchises des Bears de Chicago, les Lions de Détroit, les Chargers de San Diego et les Giants de New York.

## Carrière juridique
Il est élu juge (circuit court) du Comté de DuPage en 1988. Il y préside les procès au civil et exerce les fonctions de juge en chef par intérim de 1989 à 1994. En 1994, Thomas est élu à la Cour d'appel du deuxième district de l'État de l'Illinois. Le 4 décembre 2000, Thomas prête serment comme juge du deuxième district de la Cour suprême de l'Illinois. Il officie comme juge suprême au sein de cette institution du 6 septembre 2005 au 5 septembre 2008.

### L'affaire Rahm Emanuel
Le 1er janvier 2011, le juge Thomas est l'auteur de la décision rendue par la Cour suprême de l'Illinois (Maksym v. Chicago Board of Elections) qui infirme la décision prise par un tribunal inférieur selon laquelle Rahm Emanuel n'était pas éligible pour se porter candidat à la mairie de Chicago.

## Honneurs et récompenses
En avril 1996, Thomas est intronisé au Temple de la renommée académique américaine (Academic All-American Hall of Fame). En janvier 1999, il reçoit la NCAA Silver Anniversary Award.
Thomas est membre de la Bar Association du Comté de DuPage.

## Procès pour diffamation
En 2007, Thomas se voit accorder un dédommagement de 7 millions de $ à la suite d'un procès en diffamation contre Bill Page, un ancien chroniqueur du Kane County Chronicle (en). Ses avocats invoquaient que Page l'avait essentiellement accusé de faute officielle, ce qui peut être considéré comme un crime. Page avait écrit dans sa chronique que Thomas avait modifié son vote dans une affaire disciplinaire en échange d'un soutien politique pour son candidat favori dans une élection judiciaire locale.
Plus tard en 2007, après que le journal eut intenté une action en appel contre Thomas devant un tribunal fédéral, les parties se sont réunies et ont réglé leurs litiges, le journal acceptant de verser à Thomas 3 millions de $.